# Ministère fédéral des Affaires du Conseil fédéral de défense
Le ministère fédéral des Affaires du Conseil fédéral de défense (Bundesministerium für Angelegenheiten des Bundesverteidigungsrates) était un ministère du Gouvernement fédéral ouest-allemand dans les années 1960.
Le ministère est créé le 13 juillet 1964, avec à sa tête le démocrate-chrétien Heinrich Krone, qui était déjà ministre fédéral avec attributions spéciales depuis 1961. Un secrétaire d’État administratif est lui est attaché en 1966.
Il cesse d’exister le 1er décembre 1966 avec l’entrée en fonction du cabinet Kiesinger. Le Conseil fédéral de défense est renommé en Conseil fédéral de sécurité, et la présidence retourne au Chancelier fédéral.

## Source
- (de) Cet article est partiellement ou en totalité issu de l’article de Wikipédia en allemand intitulé « Bundesministerium für Angelegenheiten des Bundesverteidigungsrates » (voir la liste des auteurs).